# Цюаньчжоу (Гуйлинь)
Цюаньчжо́у (кит. упр. 全州, пиньинь Quánzhōu) — уезд городского округа Гуйлинь Гуанси-Чжуанского автономного района (КНР).

## История
В эпоху Пяти династий и Десяти царств, когда эти земли находились в составе государства Поздняя Цзинь, в 939 году была создана Цюаньчжоуская область (全州). После монгольского завоевания и образования империи Юань Цюаньчжоуская область была в 1277 году преобразована в Цюаньчжоуский регион (全州路). После свержения власти монголов и образования империи Мин «регионы» были переименованы в «управы» — так в 1368 году появилась Цюаньчжоуская управа (全州府). Уже в 1376 году управа была понижена в статусе, вновь став Цюаньчжоуской областью Юнчжоуской управы (永州府), при этому уезд Цинсян (清湘县), в котором перед этим размещались власти Цюаньцжоуской управы, был расформирован, а его земли были напрямую подчинены областным властям. В 1394 году область была переведена в подчинение властям Гуйлиньской управы (桂林府), при этом в её составе был оставлен только один уезд — Гуаньян. При империи Цин уезд Гуаньян также был выведен из состава Цюаньчжоуской области. После Синьхайской революции в Китае была проведена реформа структуры административного деления, в ходе которой области и управы были упразднены, поэтому в 1913 году Цюаньчжоуская область была преобразована в уезд Цюаньсянь (全县).
В составе КНР в 1949 году был образован Специальный район Гуйлинь (桂林专区) провинции Гуанси, и уезд вошёл в его состав. В 1952 году был расформирован уезд Цзыюань, и часть его земель перешла в состав уезда Цюаньсянь, но уже в 1954 году уезд Цзыюань был воссоздан. В 1958 году провинция Гуанси была преобразована в Гуанси-Чжуанский автономный район. В 1959 году уезд Цюаньсянь был переименован в Цюаньчжоу. В 1971 году Специальный район Гуйлинь был переименован в Округ Гуйлинь (桂林地区).
Постановлением Госсовета КНР от 27 августа 1998 года город Гуйлинь и Округ Гуйлинь были объединены в Городской округ Гуйлинь.

## Административное деление
Уезд делится на 9 посёлков, 7 волостей и 2 национальные волости.

## Экономика
Цюаньчжоу является крупным центром выращивания цзиньхуая — лекарственного растения из рода Paraphlomis. Общая площадь посевов этой культуры в уезде составляет примерно 20 тыс. га. Выращиванием растения занимаются более 60 тыс. местных семей. В 2025 году урожай превысил 22 тыс. тонн продукции общей стоимостью свыше 1,1 млрд юаней (153,32 млн долларов США).